# Netaji Subhas Chandra Bose International Airport

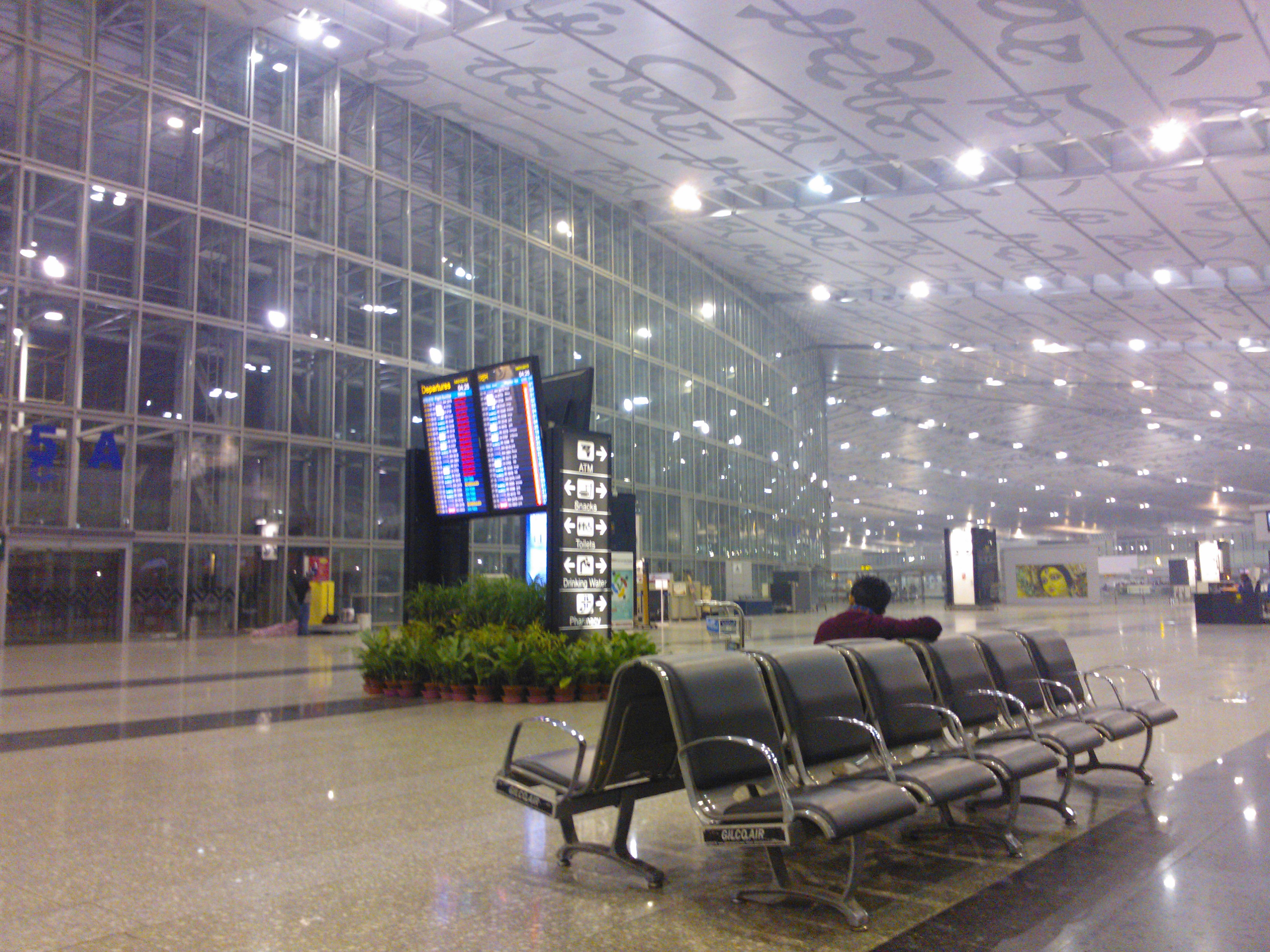

De Netaji Subhas Chandra Bose International Airport (IATA-code: CCU, ICAO-code: VECC) is een vliegveld 16 km ten noordoosten van het centrum van Kolkata, de hoofdstad van de noordoostelijke staat West-Bengalen in  India. De luchthaven is de thuishaven van SpiceJet, een hub voor Air India Express, IndiGo en Alliance Air en een focus city voor Air India en telde van april 2024 tot maart 2025 21.831.118 passagiers.
De luchthaven is gelegen in de gemeente Dum Dum en plaatselijk bekend als Dum Dum Airport voordat het in 1995 werd hernoemd naar Subhas Chandra Bose, een van de meest prominente leiders van de Indiase onafhankelijkheidsbeweging. De IATA-code CCU van de luchthaven wordt geassocieerd met "Calcutta", de voormalige wettelijke naam van de stad. De luchthaven, geopend in 1924, is een van de oudste luchthavens in India.
De luchthaven verwerkte ongeveer 22 miljoen passagiers in het boekjaar 2024-25 en is daarmee de zesde drukste luchthaven in India in termen van passagiersverkeer, na de luchthavens van Delhi, Mumbai, Bengaluru, Hyderabad en Chennai. De luchthaven is ook een belangrijk centrum voor vluchten naar Noordoost-India, Bangladesh, Bhutan, Zuidoost-Azië en de steden Dubai, Doha en Abu Dhabi in het Midden-Oosten.

## Geschiedenis

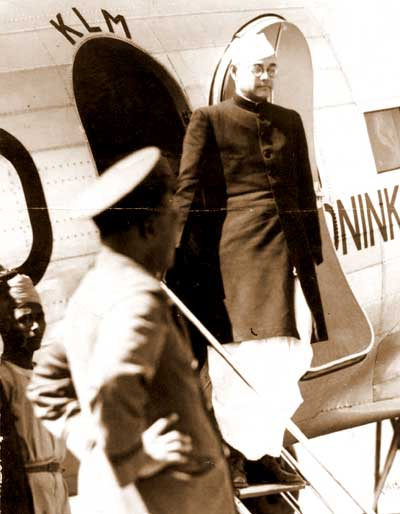
Subhas Chandra Bose komt toe op Dum Dum na een rondreis door Europa in 1938, stappend uit een KLM toestel

De luchthaven diende van oudsher als strategische tussenstop op de luchtroute van Noord-Amerika en Europa naar Indochina en Australië. In 1924 begon KLM met lijnstops op Calcutta, als onderdeel van hun route van Amsterdam naar Batavia (Jakarta). In 1930 werd het vliegveld geschikt gemaakt voor gebruik het hele jaar door, en andere luchtvaartmaatschappijen begonnen de luchthaven te gebruiken. Air Orient begon met geplande haltes als onderdeel van een route van Parijs naar Saigon en Imperial Airways begon in 1933 met vluchten van Londen naar Australië via Calcutta, waardoor ook andere luchtvaartmaatschappijen Calcutta Airport begonnen te bedienen. De luchthaven zag ook meerdere historische vluchten passeren, waaronder die van Amelia Earhart in 1937.
Calcutta speelde een belangrijke rol in de Tweede Wereldoorlog. In 1942 vloog de 7th Bombardment Group van de United States Army Air Forces met B-24 Liberator-bommenwerpers vanaf het vliegveld op gevechtsmissies boven Birma. Het vliegveld werd gebruikt als vrachtluchthaven voor het Amerikaanse Air Transport Command en werd ook gebruikt als communicatiecentrum voor de Amerikaanse Tiende Luchtmacht.
Passagiersdiensten groeiden na de Tweede Wereldoorlog. Calcutta werd een bestemming voor 's werelds eerste straalaangedreven passagiersvliegtuig, de De Havilland Comet, op een route van British Overseas Airways Corporation (BOAC) naar Londen. Bovendien introduceerde Indian Airlines in 1964 de eerste Indiase binnenlandse jetdienst, met behulp van Caravelle-jets op de route Calcutta-Delhi. Tussen de jaren 1940 en 1960 werd de luchthaven bediend door verschillende grote luchtvaartmaatschappijen, waaronder Aeroflot, Air France, Alitalia, Cathay Pacific, Japan Airlines, Philippine Airlines, KLM, Lufthansa, Pan Am, Qantas, Swissair, en SAS. 
Vanwege de introductie van langeafstandsvliegtuigen en het slechte politieke klimaat van Calcutta in de jaren 1960, stopten verschillende luchtvaartmaatschappijen met hun dienst naar de luchthaven. De bevrijdingsoorlog van Bangladesh in 1971 zag een grote toename van zowel vluchtelingen als ziekten in Calcutta, waardoor meer luchtvaartmaatschappijen hun diensten naar de stad moesten staken. In 1975 opende de luchthaven de eerste speciale vrachtterminal in India.
In de jaren 1990 zag Calcutta Airport nieuwe groei, toen de Indiase luchtvaartindustrie de komst van nieuwe luchtvaartmaatschappijen zoals Jet Airways en Air Sahara zag. In 1995 werd een nieuwe binnenlandse terminal geopend, Terminal 2 genaamd, waardoor de internationale terminal Terminal 1 werd, en de luchthaven werd hernoemd ter ere van Netaji Subhas Chandra Bose. In 2000 werd een nieuwe internationale aankomsthal geopend.
In 2005 groeide het aantal low-cost luchtvaartmaatschappijen in de Indiase luchtvaartsector, met nieuwe luchtvaartmaatschappijen, waaronder SpiceJet, IndiGo en Kingfisher Airlines. Dit leidde tot een dramatische stijging van het aantal passagiers op de luchthaven. De overbevolking in beide terminals leidde tot de uitvoering van een uitgebreid moderniseringsplan voor de luchthaven.
De werkzaamheden omvatten een uitbreiding van baan 01L/19R, snelafrit taxibanen en parkeerplaatsen. De landingsbaan werd verlengd met 400 meter (van 2790 meter tot 3190 meter) aan de noordkant en 300 m aan de zuidkant en was uitgerust met CAT-I-faciliteiten voor nachtelijk gebruik. Een 119 jaar oude moskee die op 30 meter van het noordelijke uiteinde van de landingsbaan ligt, verhindert verdere uitbreiding in deze richting. De langere landingsbaan, 01R/19L, werd geüpgraded van CAT-I naar CAT-II ILS-status om landingen bij slecht zicht mogelijk te maken. Van 2015 tot 2018 werd het instrumentlandingssysteem van de primaire landingsbaan geüpgraded naar CAT-IIIb. Hierdoor konden vluchten doorgaan tot het zicht onder de 50 meter daalt. De secundaire landingsbaan werd opgewaardeerd naar CAT-II.
Het moderniseringsplan omvatte enkele verbeteringen van de bestaande terminals van de luchthaven, waaronder de toevoeging van extra ticketbalies, incheckkiosken en cafés aan de binnenlandse terminal in 2009. De noodzaak om de terminals van de luchthaven volledig te vervangen, leidde echter tot plannen voor een nieuwe geïntegreerde terminal, bekend als T2 om deze te onderscheiden van het oudere binnenlandse blok, om zowel internationale als binnenlandse bestemmingen te bedienen. De bouw begon in november 2008 en T2 werd ingehuldigd op 20 januari 2013 na het overschrijden van enkele vorige deadlines. Het voormalige luchthavenhotel 'Ashok' werd gesloopt om plaats te maken voor twee nieuwe luxe vijfsterrenhotels en een winkelcentrum. Airports Council International noemde het in 2014 en 2015 de best verbeterde luchthaven in de regio Azië-Pacific. 